# Andalucía como matria
Andalucía como matria (subtitulada Fundamentos de la Nación Andaluza) es una obra de Francisco Gamboa Vera que trata sobre la identidad histórica y cultural de Andalucía y su modelo social y político.
Publicada por Editorial Almuzara, la obra debate la tergiversación de la historia de Andalucía y las razones por las que Andalucía puede ser considerada una nación. Nación que el autor denomina "matria" en contraposición al concepto de patria utilizado por los teoréticos de otros nacionalismos, ya que el nacionalismo andaluz es internacionalista y universalista y no está inspirado por el principio europeo exclusivista de nación.